# Maikel Vidal
Maikel Yorges Vidal (* 6. Januar 2000) ist ein kubanischer Leichtathlet, der sich auf den Weitsprung spezialisiert hat.

## Sportliche Laufbahn
Erste internationale Erfahrungen sammelte Maikel Vidal im Jahr 2017, als er bei den U18-Weltmeisterschaften in Nairobi mit einer Weite von 7,88 m die Goldmedaille gewann. Im Jahr darauf gewann er bei den U20-Weltmeisterschaften in Tampere mit 7,99 m die Silbermedaille und belegte anschließend bei den Zentralamerika- und Karibikspielen in Barranquilla mit 7,70 m den fünften Platz. 2021 siegte er mit 7,97 m bei den erstmals ausgetragenen Panamerikanischen Juniorenspielen in Cali und im Jahr darauf gelangte er bei den Ibero-Amerikanischen Meisterschaften in La Nucia mit 7,89 m auf den sechsten Platz. 2023 gewann er bei den Panamerikanischen Spielen in Santiago de Chile mit 8,01 m die Bronzemedaille hinter dem Kolumbianer Arnovis Dalmero und seinem Landsmann Alejandro Parada. Im Jahr darauf belegte er bei den Ibero-Amerikanischen Meisterschaften in Cuiabá mit 7,73 m den fünften Platz.
2022 wurde Vidal kubanischer Meister im Weitsprung.

## Persönliche Bestweiten
- Weitsprung: 8,12 m (0,0 m/s), 8. Juni 2018 in Havanna
  - Weitsprung (Halle): 7,92 m, 3. Februar 2022 in Ostrava